# Pomponia Ummidia
Pomponia Ummidia war möglicherweise die Tochter oder Enkelin der Annia Aurelia Faustina aus deren erster Ehe mit Pomponius Bassus.
Pomponia Ummidia, deren Name nur inschriftlich überliefert ist, entstammte einer herausragenden senatorischen Familie. Mütterlicherseits war sie eine Nachfahrin der Annia Cornificia Faustina, der Schwester des römischen Kaisers Mark Aurel. Wohl in Erinnerung an ihre Vorfahrin Ummidia Cornificia Faustina bekam sie das Cognomen Ummidia. Pomponia ist die letzte bekannte Person, die in ihrem Namen eine Erinnerung an die Ummidii und die Abstammung von der gens Ummidia bewahrte.
Pomponias Bruder war vermutlich Pomponius Bassus, der im Jahr 271 ordentlicher Konsul war. Sie erbte über nicht gesicherte Zwischengenerationen von Annia Aurelia Faustina die in dieser Linie vererbten ausgedehnten Ländereien bei den Ormeleis nahe Kibyra im phrygisch-pisidischen Grenzgebiet. Die in diesem Zusammenhang erhaltene Inschrift nennt als Ehemann der Pomponia den Konsul des Jahres 270, Flavius Antiochianus, der in diesem Jahr bereits sein zweites Konsulat innehatte. Flavius Antiochianus stammte – wie wahrscheinlich auch Pomponia – aus dem Osten des Römischen Reichs und soll laut dem Chronographen von 354 Präfekt der Stadt Rom im Jahr 272 gewesen sein. In dieser Funktion nennt ihn auch das Martyrologium Romanum zum 18. August, weil er den heiligen Agapitus von Praeneste habe hinrichten lassen. Die Akten des Heiligen stilisieren dann Antiochianus zum König.
Die wahrscheinlich in das Jahr 279/280 zu datierende Inschrift aus Ormeleis – dem Gebiet des heutigen Tefenni – ist zu Ehren der Kinder des Antiochianus und deren verstorbenen Mutter Pomponia Ummidia gesetzt worden. Über die Kinder und weitere Nachfahren ist allerdings nichts bekannt.